# 馬呈德 (萬曆進士)
馬呈德（1576年—1613年），字君馭，號景伯，山西省大同府大同縣人，直隸江都縣民籍，明朝政治人物。

## 生平
萬曆二十八年（1600年）庚子科山西鄉試第一名舉人。萬曆三十八年（1610年）庚戌科會試二百四十九名，第三甲第三名進士。工部觀政，授官中書舍人。萬曆四十一年（1613年）卒。

## 軼事
謝肇淛《五雜俎》記載有其妻懷孕八年的奇聞。

## 家族
曾祖馬英，封朝列大夫；祖馬文網，封奉政大夫鎮江府同知；父馬豸，舉人、奉政大夫穎州兵備道河南僉事；母李氏（封宜人）。永感下。兄呈禎（廩生），弟呈錦（廩生）；馬呈秀（甲辰進士、延安府知府）；呈圖；呈瑞（庠生）；呈祥（把總）；呈易。

## 參看
- 明朝解元列表